# 康定云杉
康定云杉（学名：Picea likiangensis var. montigena）为松科云杉属丽江云杉的变种。分布在中国大陆的四川：康定等地，生长于海拔3,300米的地区，目前尚未由人工引种栽培。

## 别名
瘦叶杉（中国裸子植物志），高山云杉（经济植物手册）